# Politikåret 1820

## Händelser
- 15 mars - Mainedistriktet bryts ur Massachusetts, och Maine blir delstat i USA.[1]

### Fotnoter
1. ↑  ”Maine” (på engelska). World Statesmen. http://www.worldstatesmen.org/US_states_L-M.html#Maine. Läst 30 juli 2015.